# Przedsiębiorstwo Komunikacji Miejskiej w Sosnowcu

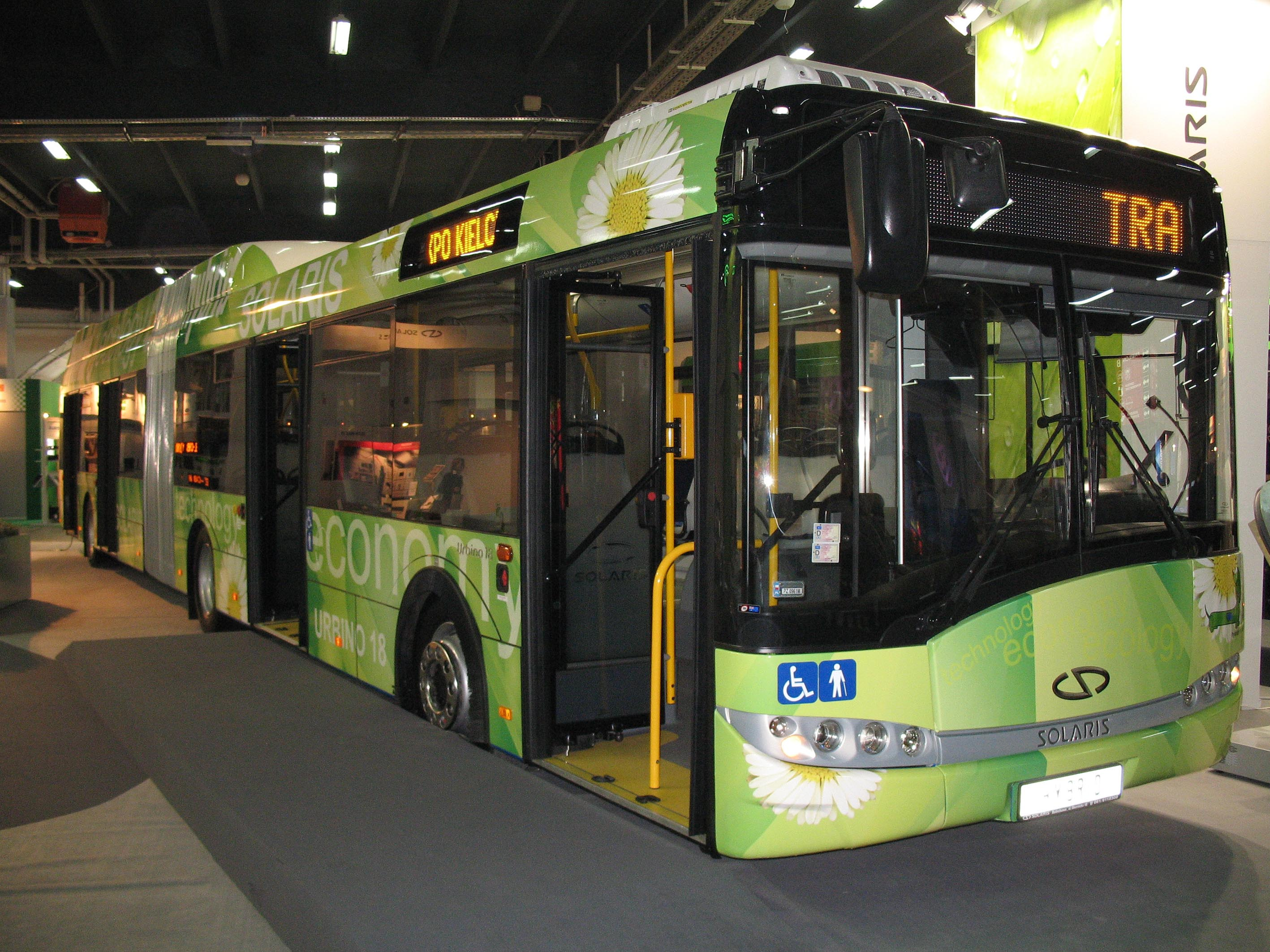
Testowy Solaris Urbino 18 Hybrid podczas Transexpo 2008, od 2009 roku w PKM Sosnowiec

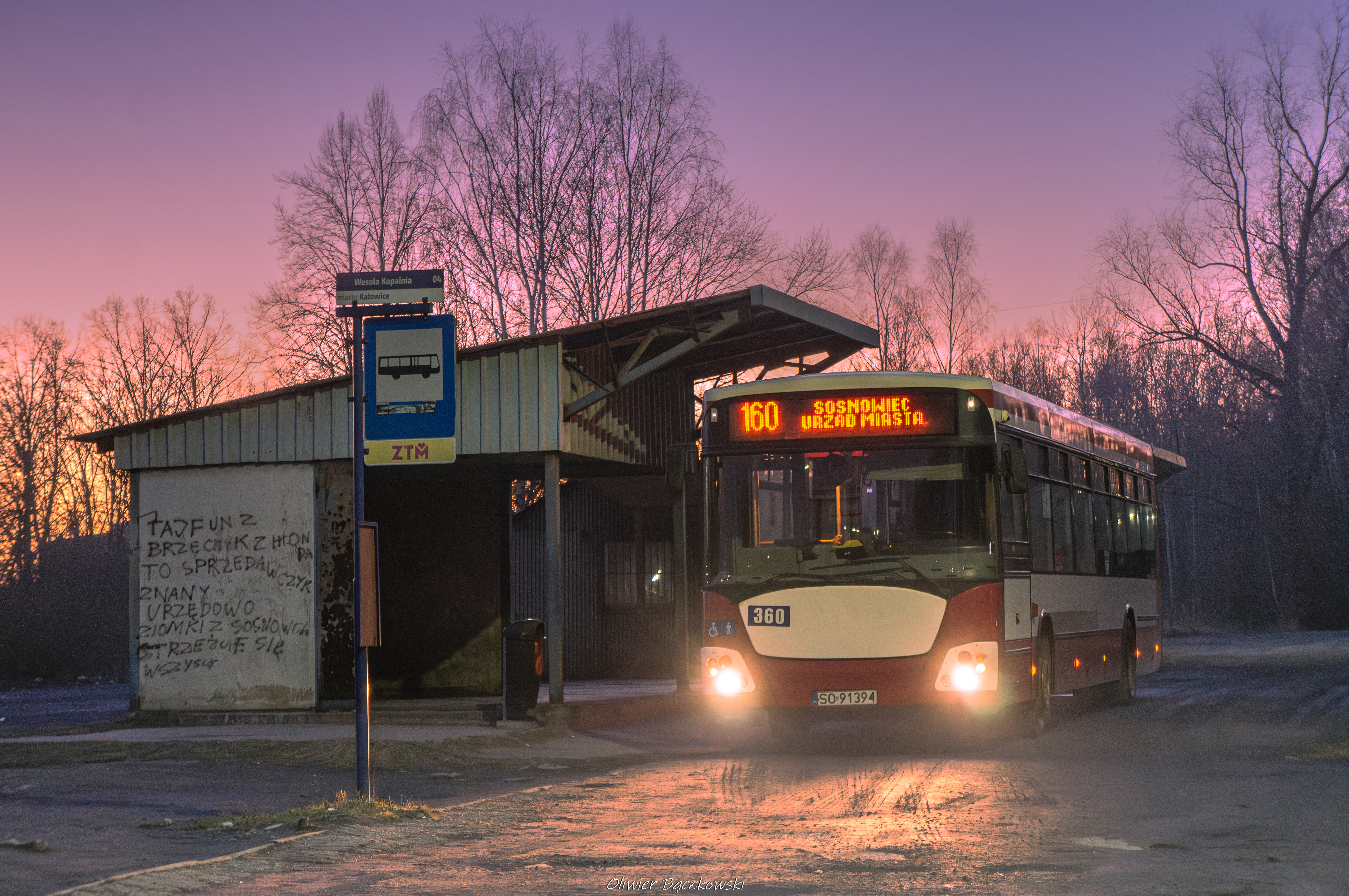
Jelcz M121I3 z PKM Sosnowiec oczekujący na odjazd z przystanku Wesoła kopalnia na linii 160

PKM Sosnowiec (Przedsiębiorstwo Komunikacji Miejskiej w Sosnowcu sp. z o.o.) jest największym przewoźnikiem ZTM.
Przedsiębiorstwo zostało utworzone 17 lipca 1997 roku. 31 lipca tego samego roku spółka została wpisana do rejestru handlowego. PKM Sosnowiec ma zajezdnie w trzech miastach Zagłębia Dąbrowskiego: w Sosnowcu, Dąbrowie Górniczej i Będzinie, gdzie znajduje się zabytkowa – najmniejsza zajezdnia PKM.

## Obsługiwane linie autobusowe
Przedsiębiorstwo obecnie obsługuje następujące linie na zlecenie ZTM:
16, 18, 24, 26, 27, 28, 34, 35, 40, 42, 49, 55, 61, 84, 88, 90, 91, 99, 100, 104, 106, 116, 150, 160, 160S, 182, 188, 220, 235, 260, 269, 275, 299, 603, 605, 606, 616, 622, 638, 644, 656, 690, 716, 723, 769, 800, 805, 807, 808, 813, 814, 817, 818, 835, 902N, 903N, 904N, 928, 935 oraz M4, M2

## Tabor

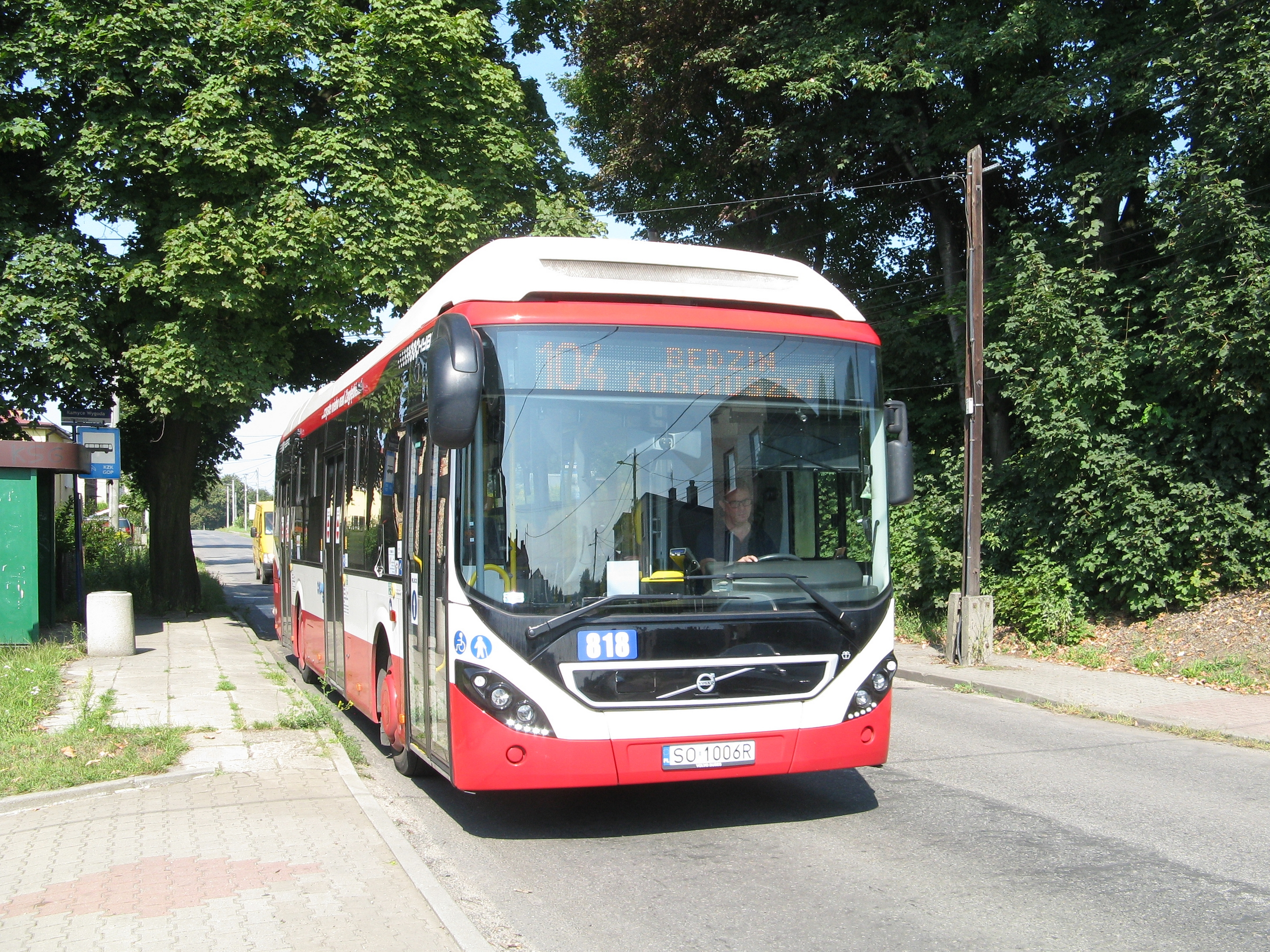
Volvo 7900 Hybrid należące do PKM Sosnowiec (linia nr 104, kierunek: Będzin Kościuszki) podczas odjazdu z przystanku Kamyce Wygoda w Wojkowicach.

Tabor obecnie eksploatowany do obsługi linii (stan na 03.12.2024r.)
| Typ autobusu                                        | Eksploatacja od                                     | Lata produkcji                                      | Klimatyzacja przestrzeni pasażerskiej               | Numer taborowy                                                         | Liczba egzemplarzy |
| --------------------------------------------------- | --------------------------------------------------- | --------------------------------------------------- | --------------------------------------------------- | ---------------------------------------------------------------------- | ------------------ |
| Jelcz M121I Mastero                                 | 2005                                                | 2005-2007                                           | Nie                                                 | 094-097, 303-306, 313-318, 323-325, 328-330, 333-335, 349-367          | 36 z 42            |
| Jelcz M121M                                         | 2009                                                | 2008                                                | Nie                                                 | 098                                                                    | 1 z 1              |
| MAN Lion’s City G                                   | 2014                                                | 2008, 2010, 2021                                    | Tak (6z13)                                          | 547-552; 561-563; 598-602                                              | 12 z 14            |
| Mercedes CItaro G                                   | 2013                                                | 2005                                                | Tak                                                 | 532-533                                                                | 2 z 6              |
| Mercedes Conecto G                                  | 2017                                                | 2017                                                | Tak                                                 | 564-587                                                                | 19 z 19            |
| Mercedes Conecto LF                                 | 2013                                                | 2008, 2014                                          | Tak (5z6)                                           | 734; 847-851                                                           | 6 z 6              |
| Solaris Urbino 12 III                               | 2013                                                | 2007, 2015                                          | Tak (6z7)                                           | 733; 762-767                                                           | 7 z 7              |
| Solaris Urbino 12 IV                                | 2017                                                | 2017 2024                                           | Tak                                                 | 768-779; 799-810; 2107-2110                                            | 28 z 28            |
| Solaris Urbino 12 IV Electric                       | 2018                                                | 2018, 2021, 2023                                    | Tak                                                 | 797-798; 819-828; 0837-0840                                            | 16 z 16            |
| Solaris Urbino 12 IV Hybrid                         | 2022                                                | 2022, 2023                                          | Tak                                                 | 829-846                                                                | 14 z 14            |
| Solaris Urbino 15 II                                | 2003                                                | 2005                                                | Nie                                                 | 427                                                                    | 1 z 9              |
| Solaris Urbino 15 III                               | 2006                                                | 2006, 2007, 2009, 2011                              | Nie                                                 | 300-302; 307-312; 319-322; 326-327; 331-332; 336-348; 400-405; 408-415 | 43 z 44            |
| Solaris Urbino 18 III                               | 2015                                                | 2015                                                | Tak                                                 | 553-560                                                                | 8 z 8              |
| Solaris Urbino 18 IV                                | 2024                                                | 2024                                                | Tak                                                 | 2600-2605                                                              | 6 z 6              |
| Solaris Urbino 18 IV Electric                       | 2021                                                | 2021, 2023                                          | Tak                                                 | 593-597; 0611-0614                                                     | 9 z 9              |
| Solaris Urbino 18 IV hybrid                         | 2022                                                | 2022                                                | Tak                                                 | 603-610                                                                | 8 z 8              |
| Volvo 7900 Hybrid                                   | 2017                                                | 2017                                                | Tak                                                 | 780-796; 811-818                                                       | 25 z 25            |
| Volvo 7900A Hybrid                                  | 2017                                                | 2017                                                | Tak                                                 | 574-578; 588-592                                                       | 10 z 10            |
| W sumie pojazdów                                    | W sumie pojazdów                                    | W sumie pojazdów                                    | W sumie pojazdów                                    | W sumie pojazdów                                                       | 251                |
| Udział pojazdów niskopodłogowych i niskowejściowych | Udział pojazdów niskopodłogowych i niskowejściowych | Udział pojazdów niskopodłogowych i niskowejściowych | Udział pojazdów niskopodłogowych i niskowejściowych | Udział pojazdów niskopodłogowych i niskowejściowych                    | 100%               |
| Udział pojazdów klimatyzowanych                     | Udział pojazdów klimatyzowanych                     | Udział pojazdów klimatyzowanych                     | Udział pojazdów klimatyzowanych                     | Udział pojazdów klimatyzowanych                                        | 162 z 251 (64%)    |

1. Tabor zabytkowy[1]:

- Ikarus 250 (1 pojazd odkupiony od KMTM Chorzów, rok produkcji 1972) – w trakcie remontu
- Ikarus 260 (1 pojazd odkupiony od PKM Świerklaniec, rok produkcji 1985)
- Ikarus 280 (2 pojazdy, były liniowy #142, rok produkcji 1986 oraz pogotowie techniczne, rok produkcji 1981)
- Jelcz 043 (1 pojazd, odkupiony od fabryki Jelcz, rok produkcji 1974)
- Jelcz M11 (1 pojazd, były liniowy #2349)
- Jelcz 120M (1 pojazd, były liniowy #010, rok produkcji 1993)
- Jelcz PO-1 (1 pojazd, pochodzenie nieznane, rok produkcji 1976) – w trakcie remontu

Tabor techniczny:
- Fiat Ducato (1 pojazd)
- Citroën Berlingo (1 pojazd)
- Citroën Jumper HDI (1 pojazd)
- Ikarus 280/A (1 pojazd)
- MAN TGS 41.440 M 8x4 (1 pojazd)
- Peugeot Partner (1 pojazd)

Przełom nastąpił na przełomie 2006 i 2007 roku, kiedy to z pomocą unijnych środków udało się zakupić fabrycznie nowe autobusy Jelcz M121I i Solaris Urbino 15. Obecnie spółka dąży do kasacji autobusów Jelcz 120M. W najbliższym czasie pod palnik pójdą również pojazdy MAN drugiej generacji, zarówno krótkie, jak i przegubowe. W latach 2013–2014 spółka sprowadzała głównie używane pojazdy MAN NG 313 i Mercedes-Benz O530. 10 października 2013 zakończył służbę ostatni autobus marki Ikarus.
Większość pojazdów Solaris Urbino 15 wyposażona jest w ekrany wyświetlające reklamy, oraz bezprzewodowy dostęp do internetu. Na początku 2015 roku, przedsiębiorstwo zakupiło sześć sztuk pojazdów Solaris Urbino 12, oraz osiem sztuk pojazdów Solaris Urbino 18. Pojazdy wyposażone są w klimatyzację, Wi-Fi, oraz ładowarki do telefonów. Zakupy przyczyniły się do wycofania Jelczy 120M, oraz pojazdów MAN NG 312.
W dniu 26 września 2016 r. nastąpiło podpisane umów na zakup i dostawę 78 sztuk nowych autobusów. Umowy zostały podpisane z następującymi firmami:
- Solaris Bus & Coach S.A. – 24 szt. Solaris U12 IV
- EvoBus Polska Sp. z o.o. – 19 szt. Mercedes-Benz Conecto G
- Volvo Bus Corporation – 25 szt. Volvo 7900 Hybrid oraz 10 szt. Volvo 7900A Hybrid.

12 2017 podpisano umowę z Solaris Bus & Coach S.A. na dostawę pierwszych trzech autobusów elektrycznych Solaris Urbino 12 electric.
Wkrótce ma zostać rozpisany przetarg na 70 autobusów w tym 14 autobusów elektrycznych.
01 2020 podpisano umowę z Solaris Bus & Coach S.A na dostawę czternastu autobusów elektrycznych (pięć sztuk pojazdów Solaris Urbino 18 electric i dziewięć sztuk pojazdów Solaris Urbino 12 electric).